# Commissie Watersport Opleidingen
De Commissie Watersport Opleidingen (CWO) is een diplomalijn voor vaaropleidingen in Nederland. De opleiding tot CWO-instructeur vormt, samen met de opleiding van het Nationaal Watersportdiploma (NWD), de enige ministerieel erkende opleidingen tot watersportdocent in Nederland. De CWO is een samenwerkingsverband van Watersportverbond en HISWA. In het verleden hebben ANWB en RECRON deelgenomen in de Stichting CWO.

## Disciplines
De CWO verzorgt de diplomalijn voor de volgende vaardisciplines:
- Jeugdzeildisciplines:
  - Jeugdzeilen: eenmans of tweemans: 6 tot en met 15 jaar
  - Jeugdkielboot
  - Jeugdcatamaran
- Afstandinstructie
  - Zwaardboot: eenmans of tweemans: vanaf 14 jaar
  - Windsurfen: race, funboard of branding: vanaf 10 jaar
  - Catamaran: vanaf 10 jaar
- Aanboordinstructie
  - Kielboot
  - Buitenboordmotor: vanaf 16 jaar
  - Roeien: vanaf 8 jaar
- Overige instructie
  - Motorboot
  - Jachtzeilen: vanaf 16 jaar
    - Tidal (stromend water)
    - Non-tidal

  - Motorboot: vanaf 18 jaar
  - Groot motorschip: kleiner dan 40 meter en uitsluitend te gebruiken voor niet bedrijfsmatige vaart: vanaf 18 jaar

Niet elke vaarschool of -vereniging geeft les in elke discipline. Dit is onder andere afhankelijk van de ligging en de doelgroep. Niet elke leeftijdscategorie kan bovendien les krijgen in elke discipline (Zeezeilen is bijvoorbeeld voorbehouden aan volwassenen).

## Diplomalijn
De CWO kent voor vrijwel elke discipline een aantal verschillende diploma's. Aan het eind van een cursus ontvangt de cursist een vorderingenstaat (deelcertificaat). De instructeursdiploma's zijn ingeschaald volgens de niveaus van de International Sailing Schools Association (ISSA).